# 本間千代子
本間 千代子（ほんま ちよこ、1945年1月29日 - ）は、日本の歌手・女優。本名同じ。長野県上伊那郡伊那町（現：伊那市）生まれ、生後8ヵ月から東京都杉並区高井戸育ち。身長162cm、体重45kg、B83cm、W53cm、H84cm（1964年4月）。夫は音楽プロデューサーのひのきしんじ。

## 来歴

### 生い立ち
父は日本銀行勤務で、二男二女の次女として、戦時疎開先の長野県上伊那郡伊那町（現：伊那市）で生まれる。本間家は佐渡本間氏の出で、現在の新潟県柏崎市で先祖代々地主を務めた。また、酒田本間氏とも同族の関係になる。終戦後の同年10月に東京都杉並区西荻窪に移り、近くの「かしの実幼稚園」に入る。そのころから歌に興味を持ち、NHK「うたのおばさん」として知られ、後に参議院議員を務めた安西愛子から童謡を習う。
杉並区立高井戸第四小学校に通うようになってからは「みすず児童合唱団」で歌の勉強を続ける。先生はやがて姉の夫となる当時高校3年生であった冨田勲（後にシンセサイザーアーティストとして著名）であった。その後ポリドール児童合唱団に所属し、1951年（昭和26年）1月にはNHKから『けんけん小雉』『お菓子の汽車』が放送される（同合唱団には倍賞千恵子がいて、その後も交友が続く）。

### 歌手として
小学校4年のとき杉並の杉並区立松庵小学校に転校。この頃から神奈川県横浜市鶴見区にあった「ひばり児童合唱団」に往復4時間かけて通うようになる（同合唱団には松島トモ子がいて，その後も友好を保つ）。合唱団団長の皆川和子に認められ、洗足池近くの氏の家で個人レッスンを受けるようになり（この頃に同学年の吉永小百合も個人レッスンを受けており、その後も友好を保つ）、オペレッタ『みにくいあひるの子』に主演し松島トモ子主演『魔法の笛』にも出演する。小学校5年夏からコロムビア専属の童謡歌手となる（コロムビアでは30数曲の童謡を吹き込む）。デビュー当時から、何かと吉永の対抗馬として扱われたが、歌の世界では吉永より年期が入っている。

### 女優として
1957年（昭和32年）、姉明子と同じ三鷹台にある立教女学院中等部に入学。東映の音楽を担当していた義兄の冨田勲の勧めで東映東京撮影所(以下、東映東京)に出入りするようになり、「かわいい子が来てるじゃないか」と所内で評判となり、山崎真一郎東映東京所長の知遇を得て、1958年（昭和33年）8月東映児童研修所の第1期生となる。風間杜夫や松岡きっこらが同期。研修所を卒業し東映児童劇団に進み、立教女学院高等学校卒業後、東映入社。本間は高倉健の熱烈なファンで、「彼がいるから東映に入ったのかもしれない」と話している。　
すぐに堀内甲監督の児童向け映画『六人姉妹』に出演。この映画は翌年教育映画最優秀作品賞を受賞、同時に東映社長の大川博から顕彰される（教育映画は『くつした』『空をかける友情』など7本に出演）。1961年（昭和36年）11月にクランクインした高倉健主演のアクション映画でのちにシリーズ化される『恋と太陽とギャング』に千葉真一の妹役・留美子で本格デビュー。その4か月後『歌う明星・青春がいっぱい』に渥美清の妹役・千代子として出演し、清純派としての映画スターの地位を確立する。1963年（昭和38年）9月タクシー乗車中に交通事故に合い額を切るなどで10日間入院するがその後復帰。
1963年頃から清楚な容姿を生かして青春映画に出演。また透き通る清純な声で多くの青春歌謡を歌った。愛称は「チョコ」。ビデオが普及する少し前だったため残された映像は少なく、幻の青春スターでもある。代表曲は『若草の丘』『愛しあうには早すぎて』『白いボール』（王貞治とのデュエット）などで、LP3枚、EP20数枚のレコードを出した。代表主演青春映画は『君たちがいて僕がいた』『十七才のこの胸に』『あの雲に歌おう』など、一部はDVDで市販されている。
1964年（昭和39年）には、日本映画製作者協会選定による第9回エランドール賞新人賞を市川染五郎や松原智恵子などと共に受ける。これという実績も持たないうちに、スターダムに入り込み、東映のアイドルスターとして人気を博す。爆破狂草加次郎を名乗るものから脅迫文が届き警察沙汰になって世間を驚かせた（草加次郎事件は未解決）。当時雑誌（『明星』、『近代映画』など）の人気投票で吉永小百合を抜いて1位になることもあり、ブロマイド売上げでも高位をキープしていた。
しかし、本間が在籍した当時の東映東京所長が岡田茂だったことが本間にとっては非常に不幸だった。本間をスカウトした山崎真一郎は、高齢だったのか、1962年1月11日付けで取締役嘱託になって京都に転勤になり、関西地区傍系事業担当の後、1962年10月の岡田茂と今田智憲の取締役選任と同時に東映を退社した。大川博東映社長は早くから、最終的切札として岡田と今田の両輪で、東映の映画部門を担いたいと考えていた。当時の東映は企画の最終決定権を坪井与（與）企画本部長と東西両撮影所長、つまり岡田東映東京所長と高橋勇東映京都撮影所（以下、東映京都）所長の三人が持っていた。坪井与も「映画界が厳しい今の時代には、映画の企画や営業は若い人がやるべき。岡田君と今田君はまさに適役」などと岡田と今田を全面支援した。岡田所長が"不良性感度"を標榜し、これを体現する鶴田浩二や高倉健、梅宮辰夫、緑魔子、佐久間良子らを好んで使い、本間を"善良性"の強く見られる女優と評したため、役に恵まれなかった。本間自身も「東映に入社したら"ギャング映画"ばかりなんです。私なんか親分の娘とか妹に使われるだけでしょ。このまま便利屋で終わってしまうんじゃないかと不安になって、それでテレビに出て役柄を広げたいと思ったんですが、テレビドラマには出させてくれない。テレビでも音楽番組ならいいというんで、小学校の頃やっていた歌をもう一度本格的に勉強しはじめたんです」「やくざ映画のお付き合いはイヤ！」「エロ映画は嫌い！」「生意気なようだけど、今の映画って『私、今日映画に行くわ』っていうのが恥ずかしいものばかり」「三流エロ雑誌みたいな映画にはこちらからお断り」などと岡田の企画する映画を毛嫌いし、ナマイキ女優といわれた。いくら話を持って行っても断ってばかりのため、人気はあっても本間の映画は企画されなくなった。本間の人気はプロマイドだけで、本間主演の映画は客が入らず。そこで舟木一夫や、西郷輝彦、梶光夫などの人気歌手と共演させると決まってゴシップを飛ばされるため、女性ファンから反感を買った。岡田は佐久間良子がお気に入りだったから、本間の当初のライバルだった佐久間と差が付いた。岡田が1964年2月に東映京都所長に転任した後、後任の東映東京所長・辻野力弥は、本間に歌謡青春路線を企画してくれ、映画出演22本目にして初主演作『君たちがいて僕がいた』を皮切りに、青春スターのトップに押し出したが、半年で本社企画部製作本部次長に転任。1964年9月30日付けで、後任所長は岡田の盟友・今田智憲に交代した。
1963年後半から1964年にかけて、エロを売りものにした『五番町夕霧楼』（東映）や『にっぽん昆虫記』（日活）、『砂の女』（勅使河原プロ製作、東宝配給）などの大ヒットの影響で、この反動から、同じ1964年に『愛と死をみつめて』の原作やテレビドラマ・映画の大ヒットで、"純愛ブーム"が興ったことから、本間にとっては追い風が吹き、今田東京撮影所長も最初は"清純路線""青春路線"を敷くと明言し、本間主演で『野菊の如き君なりき』（『野菊の墓」』の再映画化）の企画を上げたが、実現しなかった。ハワイロケまでやった『夢のハワイで盆踊り』は興行的に惨敗。当時の東映は東西の撮影所とも成人向け映画が多く、本間が西郷輝彦と共演した『十七才のこの胸に』は、適当な併映作がなく、公開が決まらず。あれこれ思案の結果、佐久間良子主演で1961年に評判を呼んだ純愛映画『故郷は緑なりき』のリバイバルと併映した。清純な乙女を演じた佐久間はその翌週に『肉体の盛装』でまたたくまに熟しきった女体に豹変して登場し、併映作を決めずに『十七才のこの胸に』を製作した東映の混迷ぶりは映画関係者の物笑いのタネになった。今田が岡田路線に呼応して東映東京でも「夜の青春」をシリーズ化したり、「昭和残侠伝シリーズ」を始めるなど、本間にとっての状況が悪化した。1964年以降、東映は岡田茂の指揮下で、エロと暴力を前面に押し出した荒々しい企画路線に傾斜し、東映で唯一の青春路線の担い手だった本間は出番なしとなった。青春路線は後退し、1965年5月公開の『おゝい・雲!』以降は干された状況になった。同年5月22日、急性盲腸炎により入院、手術、月末には退院するが再度入院し翌6月11日に退院の上、翌日には活動再開した。1965年6月には東宝に貸し出して日劇でワンマンショーを開いたり、東映が当時、大川橋蔵をメインに明治座で興行を打っていた東映歌舞伎で橋蔵の相手役をさせたが、どちらも評判が芳しくなかった。
1965年2月から放送された『チコといっしょに』（日本テレビ）や、同年のNHK大河ドラマ『太閤記』で豊臣五奉行の一人浅野長政の妻ややとして出演し、お茶の間の人気を得る。この頃を中心に多くのレコードを吹き込み、青春映画に出演する（「主な出演」節を参照）。以降は民音や労音主催の歌の仕事をこなす。東映は小川知子や城野ゆき、大原麗子ら、次の世代の売り出しにシフトした。本間の 1966年（昭和41年）の東映主要スター起用方針で本間は、興行不振の続く大川橋蔵や、会社と揉めていた三田佳子らと同じ、当分の間起用を静観というDグループに入れられた。今田所長は1965年に本間を売り出すと公言していたが、年末にDグループに入れるという冷遇ぶりであった。
1966年（昭和41年）6月5日、バスを連ねてファンと一緒に千葉県稲毛海岸で汐干狩りを行う。同年7月公開『大忍術映画 ワタリ』で一年半ぶりに映画出演。出演後東映を退社してフリーとなる。
1966年8月、歌手の守屋浩と婚約を発表。守屋との交際は4年越しだったが、世間の関心を呼んだのは、守屋が創価学会員、本間が熱心なクリスチャンだったため、二人の結婚がなるのかということだった。創価学会は当時はまだ世間にあまり知られていなかった。「信仰の違いは問題にならない」と二人は話していたが、結局、本間が改宗し、1967年（昭和42年）1月、守屋と結婚した。後に離婚。

### その後
「あたらしかずよ」の名義で作詞を手掛け、その作品『熱愛』（歌・五木ひろし）は、1978年（昭和53年）の日本作詩大賞に入賞している。
2010年9月17日に日本コロムビアから、「青春スター　～ときめきのヒロイン～ 本間千代子・高石かつ枝・高田美和」 が発売された。

## ディスコグラフィ

### シングル
- すべて日本コロムビアからリリース。

| #  | 発売日      | 曲順 | タイトル               | 作詞               | 作曲               | 編曲       | 規格品番 |
| -- | ----------- | ---- | ---------------------- | ------------------ | ------------------ | ---------- | -------- |
| 1  | 1963年 7月  | A面  | 若草の丘               | 北里有紀生         | 米山正夫           | 松尾健司   | SAS-85   |
| 1  | 1963年 7月  | B面  | この心ある限り         | 米山正夫           | 米山正夫           | 安藤実親   | SAS-85   |
| 2  | 1963年 11月 | A面  | 純愛の白い砂           | 米山正夫           | 米山正夫           | 小杉仁三   | SAS-142  |
| 2  | 1963年 11月 | B面  | 私はついてない         | 米山正夫           | 米山正夫           | 小杉仁三   | SAS-142  |
| 3  | 1963年 11月 | B面  | 蛍の光                 | スコットランド民謡 | スコットランド民謡 | 小杉仁三   | SAS-151  |
| 4  | 1964年 2月  | A面  | はじめて愛する         | 加藤日出男         | 上原げんと         | 上原げんと | SAS-195  |
| 4  | 1964年 2月  | B面  | 愛しき雲よ             | 加藤日出男         | 上原げんと         | 上原げんと | SAS-195  |
| 5  | 1964年 3月  | A面  | 愛しあうには早すぎて   | 丘灯至夫           | 山路進一           | 山路進一   | SAS-231  |
| 5  | 1964年 3月  | B面  | 海ほうずきの頃         | 丘灯至夫           | 山路進一           | 山路進一   | SAS-231  |
| 6  | 1964年 6月  | A面  | 湖畔の乙女             | 佐藤春夫           | 長谷川芳美         | 松尾健司   | SAS-266  |
| 6  | 1964年 6月  | B面  | 小舟で逢ってくださいな | 石本美由起         | 上原げんと         | 上原げんと | SAS-266  |
| 7  | 1964年 9月  | A面  | からたちの町           | 石本美由起         | 上原げんと         | 上原げんと | SAS-322  |
| 7  | 1964年 9月  | B面  | 誰かのマンドリン       | 関沢新一           | 市川昭介           | 安藤実親   | SAS-322  |
| 8  | 1964年 9月  | B面  | ごきげんハイウェー     | 丘灯至夫           | 市川昭介           | 市川昭介   | SAS-348  |
| 9  | 1964年 9月  | A面  | 星のように花のように   | 安部幸子           | 山路進一           | 山路進一   | SAS-361  |
| 9  | 1964年 9月  | B面  | たださびしかっただけ   | 安部幸子           | 山路進一           | 山路進一   | SAS-361  |
| 10 | 1965年 2月  | A面  | しあわせな涙           | 荒川利夫           | 戸塚三博           | 戸塚三博   | SAS-420  |
| 10 | 1965年 2月  | B面  | あなたといっしょに     | 西沢爽             | 和田香苗           | 和田香苗   | SAS-420  |
| 11 | 1965年 2月  | A面  | チコといっしょに       | 丘灯至夫           | 戸塚三博           | 戸塚三博   | SAS-453  |
| 11 | 1965年 2月  | B面  | 東京のためいき         | 安部幸子           | 戸塚三博           | 戸塚三博   | SAS-453  |
| 12 | 1965年 4月  | A面  | うそでもいいから       | 安部幸子           | 広瀬健次郎         | 広瀬健次郎 | SAS-462  |
| 12 | 1965年 4月  | B面  | 娘たちの季節           | 窪田篤人           | 広瀬健次郎         | 広瀬健次郎 | SAS-462  |
| 13 | 1965年 7月  | A面  | 心のキャンバス十二号   | 安部幸子           | 戸塚三博           | 戸塚三博   | SAS-522  |
| 13 | 1965年 7月  | B面  | また逢えるわね         | 三浦康照           | 戸塚三博           | 戸塚三博   | SAS-522  |
| 14 | 1965年 10月 | A面  | ガラスの靴で踊りたい   | 三浦康照           | 松尾健司           | 松尾健司   | SAS-595  |
| 14 | 1965年 10月 | B面  | 哀愁のシャンデリア     | 副島幹子           | 松尾健司           | 松尾健司   | SAS-595  |
| 15 | 1966年 2月  | A面  | また逢う日まで         | 西沢爽             | 賛美歌             | 戸塚三博   | SAS-659  |
| 15 | 1966年 2月  | B面  | 星につれていって       | 安部幸子           | 山路進一           | 山路進一   | SAS-659  |
| 16 | 1966年 4月  | A面  | 月の浜辺で逢ったひと   | 古野哲哉           | 山路進一           | 山路進一   | SAS-685  |
| 16 | 1966年 4月  | B面  | 悲しい記念日           | 安部幸子           | 山路進一           | 山路進一   | SAS-685  |
| 17 | 1966年 7月  | A面  | 山ゆり峠               | 仲宗根博           | 山路進一           | 山路進一   | SAS-741  |
| 17 | 1966年 7月  | B面  | 私に云わせてさよならは | 古野哲哉           | 山路進一           | 山路進一   | SAS-741  |
| 18 | 1966年 8月  | A面  | 若い海                 | 関沢新一           | 狛林正一           | 大西修     | SAS-762  |
| 18 | 1966年 8月  | B面  | 白いサキソフォン       | 植田俤子           | 狛林正一           | 佐伯亮     | SAS-762  |
| 19 | 1969年 4月  | A面  | 三百六十五夜           | 西條八十           | 古賀政男           | 佐伯亮     | SAS-1249 |
| 19 | 1969年 4月  | B面  | 恋の曼珠沙華           | 西條八十           | 古賀政男           | 佐伯亮     | SAS-1249 |

#### デュエット・シングル
| 発売日     | デュエット | 曲順 | タイトル     | 作詞     | 作曲   | 編曲   | 規格品番 |
| ---------- | ---------- | ---- | ------------ | -------- | ------ | ------ | -------- |
| 1965年 3月 | 高橋元太郎 | B面  | 遊園地のうた | 関沢新一 | 冨田勲 | 冨田勲 | SC-169   |
| 1965年 5月 | 王貞治     | A面  | 白いボール   | 鶴見正夫 | 冨田勲 | 冨田勲 | SC-171   |

#### 企画シングル
| 発売日     | 名義                                                     | 曲順 | タイトル           | 作詞     | 作曲     | 編曲     | 規格品番 |
| ---------- | -------------------------------------------------------- | ---- | ------------------ | -------- | -------- | -------- | -------- |
| 1964年 3月 | 舟木一夫 青山和子 草野士郎 コロムビア・ローズ 本間千代子 | B面  | さあさ踊ろよ       | 西條八十 | 市川昭介 | 市川昭介 | SAS-200  |
| 1964年 7月 | 舟木一夫 コロムビア・ローズ 本間千代子 高橋元太郎        | A面  | 夢のハワイで盆踊り | 関沢新一 | 船村徹   | 船村徹   | SAS-315  |
| 1964年 7月 | 高橋元太郎 本間千代子                                    | B面  | わかもの行進曲     | 関沢新一 | 船村徹   | 船村徹   | SAS-315  |

#### ソノシート
| 発売日 | 曲順 | タイトル | 作詞     | 作曲       | 編曲       | 規格品番 |
| ------ | ---- | -------- | -------- | ---------- | ---------- | -------- |
| 1963年 | B面  | 白い夜   | 保富康午 | 湯山昭     | 湯山昭     | KX-1001  |
| 1964年 | B面  | 夕月の歌 | 寺尾智沙 | 田村しげる | 田村しげる | KX-1002  |

### アルバム
| 発売日        | タイトル                         | 規格   | 規格品番      |
| ------------- | -------------------------------- | ------ | ------------- |
| 1964年6月     | 本間千代子の花のステージ         | LP     | ALS-4037      |
| 1964年11月    | 本間千代子のヒット・ショー       | LP     | JLS-107       |
| 2010年8月20日 | 青春スター〜ときめきのヒロイン〜 | CD-BOX | GES-32011〜16 |
| 2011年2月23日 | ゴールデン☆ベスト                | CD     | COCP-36646    |

### タイアップ曲
| 年     | 楽曲               | タイアップ                               |
| ------ | ------------------ | ---------------------------------------- |
| 1964年 | 愛しき雲よ         | 映画『あの雲に歌おう』主題歌             |
| 1964年 | 夢のハワイで盆踊り | 映画『夢のハワイで盆踊り』主題歌         |
| 1965年 | チコといっしょに   | NTV系ドラマ『チコといっしょに』主題歌    |
| 1965年 | 娘たちの季節       | フジテレビ系ドラマ『娘たちの季節』主題歌 |
| 1966年 | 若い海             | NET系ドラマ『若い海』主題歌              |
| 1969年 | 三百六十五夜       | TBS系ドラマ『三百六十五夜』主題歌        |

## 出演
※太字は主演

### 映画
- 恋と太陽とギャング（1961年） - 留美子
- 歌う明星 青春がいっぱい（1962年） - 千代子
- 地獄の裁きは俺がする（1962年） - 藤田リカ
- アイ・ジョージ物語 太陽の子（1962年） - 人形の少女
- 事件記者シリーズ - 雪子
  - 恐怖の魔女（1962年）
  - 殺人鬼の誘惑（1963年）
- 九ちゃんの大当りさかさま仁義（1963年） - 浦島まゆみ
- 暗黒街の顔役 十一人のギャング（1963年） - 路子
- 暴力街（1963年） - 根本真紀
- 人生劇場 飛車角（1963年） - お千代(酒屋・𠮷田屋の女)
- 忍者秘帖 梟の城（1963年） - 木さる
- 東海一の鬼紳士（1963年） - 川上ミチ子
- 最後の顔役（1963年） - 桜井律子
- 真田風雲録（1963年） - 千姫
- 暴力団 （1963年） - 宮田澄子
- 雲切獄門帳（1963年） - ゆき
- やくざの歌（1963年） - 北見紀子
- わんわん忠臣蔵（1963年） - カルーの娘時代（声の出演）
- 東京ギャング対香港ギャング（1964年） - 千代
- 地獄命令（1964年） - 足立礼子
- 警視庁物語 自供（1964年） - 川井久美子
- 柔道一代 講道館の鬼（1964年） - 和子
- 君たちがいて僕がいた（1964年） - 久保知恵子
- 夢のハワイで盆踊り（1964年） - 風間美代子
- 十七才のこの胸に（1964年） - 本田喜代子
- あの雲に歌おう（1965年） - 主演・原美千
- ガリバーの宇宙旅行（1965年） - 紫の星の王女 声優
- 可愛いあの娘（1965年） - 主演・三崎智子
- おゝい、雲!（1965年） - 三島雪子
- 大忍術映画 ワタリ（1966年） - ツユキ
- 思い出の指輪（1968年） - 千代子
- やくざ非情史 刑務所兄弟（1969年） - 由紀子

### テレビドラマ
- ナショナルキッド（1960年、NET） - 山田つね子
- 二人だけの橋（1963年、NET）
- 浅草の灯（1963年、NET）
- わが恋の墓標（1963年、NET）
- チコといっしょに（1965年、NTV）
- 太閤記（1965年、NHK） - やや
- 源氏物語（1965年、MBS）
- 若い海（1966年、NET）
- 近鉄金曜劇場
  - 愛とこころのシリーズ / そしてふたたび朝を（1965年、CBC）
- 太郎（1966年、NHK） ※結婚のため、途中降板
- 花王愛の劇場 / 三百六十五夜（1969年、TBS） - 大江照子
- 忍術千一夜 - 少年忍者風のフジ丸 第1シーズンの番組内コーナー

### バラエティー番組
- 連想ゲーム (NHK)
- 歌う青春カーニバル（フジテレビ）
- そっくりショー (NTV) - 1965年7月6日（火）放送分